# Майоров, Прокопий Васильевич
Прокопий Васильевич Майоров (1899—1950) — советский государственный деятель, заместитель председателя Совета Министров РСФСР в 1949—1950 годах, депутат Верховного Совета РСФСР.

## Биография
Прокопий Васильевич Майоров родился в 1899 году в селе Соколово Московской области в семье слесаря. Ходил в сельскую среднюю школу. В возрасте 13 лет вместе с семьёй переехал в Москву. Работал учеником слесаря. В 1918 году пошёл на службу в Рабоче-Крестьянскую Красную Армию. Участвовал Гражданской войне. В составе 1-го батальоном 44-го рабочего полка воевал на Южном фронте. В 1922 году демобилизовался, вернулся в Москву и устроился работать слесарем. В 1926 году вступил в ВКП(б). В 1927 году поступил на рабфак Ломоносовского института. Вскоре после этого был избран членом Московского совета[какого?], позднее находился на хозяйственной работе. В 1932—1937 годах работал заместителем председателя Октябрьского райсовета Москвы, заместителем председателя Свердловского райсовета Москвы. С сентября 1937 года — председатель Свердловского райсовета. В 1938—1939 годах возглавлял Московское городское жилищное управление. 26 июня 1938 года избран депутатом Верховного Совета РСФСР 1-го созыва от Пушкинского избирательного округа Москвы.
В феврале 1939 года Майоров был избран заместителем председателя Московского горисполкома, с февраля 1942 года работал секретарём горисполкома. Во время Великой Отечественной войны неоднократно выезжал на фронт и объекты военного строительства в составе комиссий Московского горкома ВКП(б). С июня 1946 года Майоров вновь работал заместителем председателя Московского горисполкома. 12 июля 1949 года он был назначен на должность заместителя председателя Совета Министров РСФСР Бориса Николаевича Черноусова. Избирался депутатом Верховного Совета РСФСР 2-го созыва.
Скончался 26 августа 1950 года, похоронен на Новодевичьем кладбище Москвы.
Был награждён орденами Трудового Красного Знамени, Отечественной войны 1-й степени, Красной Звезды, «Знак Почёта», рядом медалей.